# Glypta werneri
Glypta werneri là một loài tò vò trong họ Ichneumonidae.